# Comuna Andrășești, Ialomița
Andrășești este o comună în județul Ialomița, Muntenia, România, formată din satele Andrășești (reședința) și Orboești.

## Așezare
Localitatea se află pe malul stâng al Ialomiței și este străbătută de șoseaua națională DN2A care leagă Urziceni de Slobozia, precum și de calea ferată ce leagă cele două orașe, linie pe care este deservită de stația Andrășești. În zona comunei, DN2A se intersectează cu șoseaua județeană DJ306, care o leagă de Albești spre sud și de Reviga spre nord.

## Demografie
Componența etnică a comunei Andrășești
     Români (79,29%)
     Romi (11,33%)
     Alte etnii (0,39%)
     Necunoscută (9%)
Componența confesională a comunei Andrășești
     Ortodocși (88,56%)
     Penticostali (1,33%)
     Alte religii (0,83%)
     Necunoscută (9,27%)
Conform recensământului efectuat în 2021, populația comunei Andrășești se ridică la 1.801 locuitori, în scădere față de recensământul anterior din 2011, când fuseseră înregistrați 2.212 locuitori. Majoritatea locuitorilor sunt români (79,29%), cu o minoritate de romi (11,33%), iar pentru 9% nu se cunoaște apartenența etnică. Din punct de vedere confesional, majoritatea locuitorilor sunt ortodocși (88,56%), cu o minoritate de penticostali (1,33%), iar pentru 9,27% nu se cunoaște apartenența confesională.

## Politică și administrație
Comuna Andrășești este administrată de un primar și un consiliu local compus din 11 consilieri. Primarul, Adrian Vasile[*], de la Partidul Național Liberal, este în funcție din 2016. Începând cu alegerile locale din 2024, consiliul local are următoarea componență pe partide politice:
|  | Partid                          | Consilieri | Componența Consiliului | Componența Consiliului | Componența Consiliului | Componența Consiliului | Componența Consiliului | Componența Consiliului |
|  | ------------------------------- | ---------- | ---------------------- | ---------------------- | ---------------------- | ---------------------- | ---------------------- | ---------------------- |
|  | Partidul Național Liberal       | 6          |                        |                        |                        |                        |                        |                        |
|  | Partidul Social Democrat        | 4          |                        |                        |                        |                        |                        |                        |
|  | Alianța pentru Unirea Românilor | 1          |                        |                        |                        |                        |                        |                        |

## Istorie
La sfârșitul secolului al XIX-lea, comuna Andrășești făcea parte din plasa Ialomița-Balta a județului Ialomița și era formată din satele Andrășești și Orboești și cătunele Cadâna și Bălănică, cu 938 de locuitori. În comună funcționau două biserici și o școală primară mixtă. În anul 1925, populația comunei era de 1293 de persoane, așa cum arată Anuarul Socec, iar în componența ei intrau satele Andrășești și Orboești, ea făcând parte din plasa Slobozia a aceluiași județ.
În 1950, comuna a intrat în administrarea raionului Slobozia din regiunea Ialomița și apoi (după 1952) din regiunea București. În 1968, comuna a revenit la județul Ialomița, reînființat.

## Monumente istorice
Două obiective din comuna Andrășești sunt incluse în lista monumentelor istorice din județul Ialomița ca monumente de interes local, ambele ca monumente de arhitectură — școala din Andrășești (construită în 1928) și biserica „Sfântul Nicolae” din Orboești, construită în 1797.